# Simon Peyton Jones

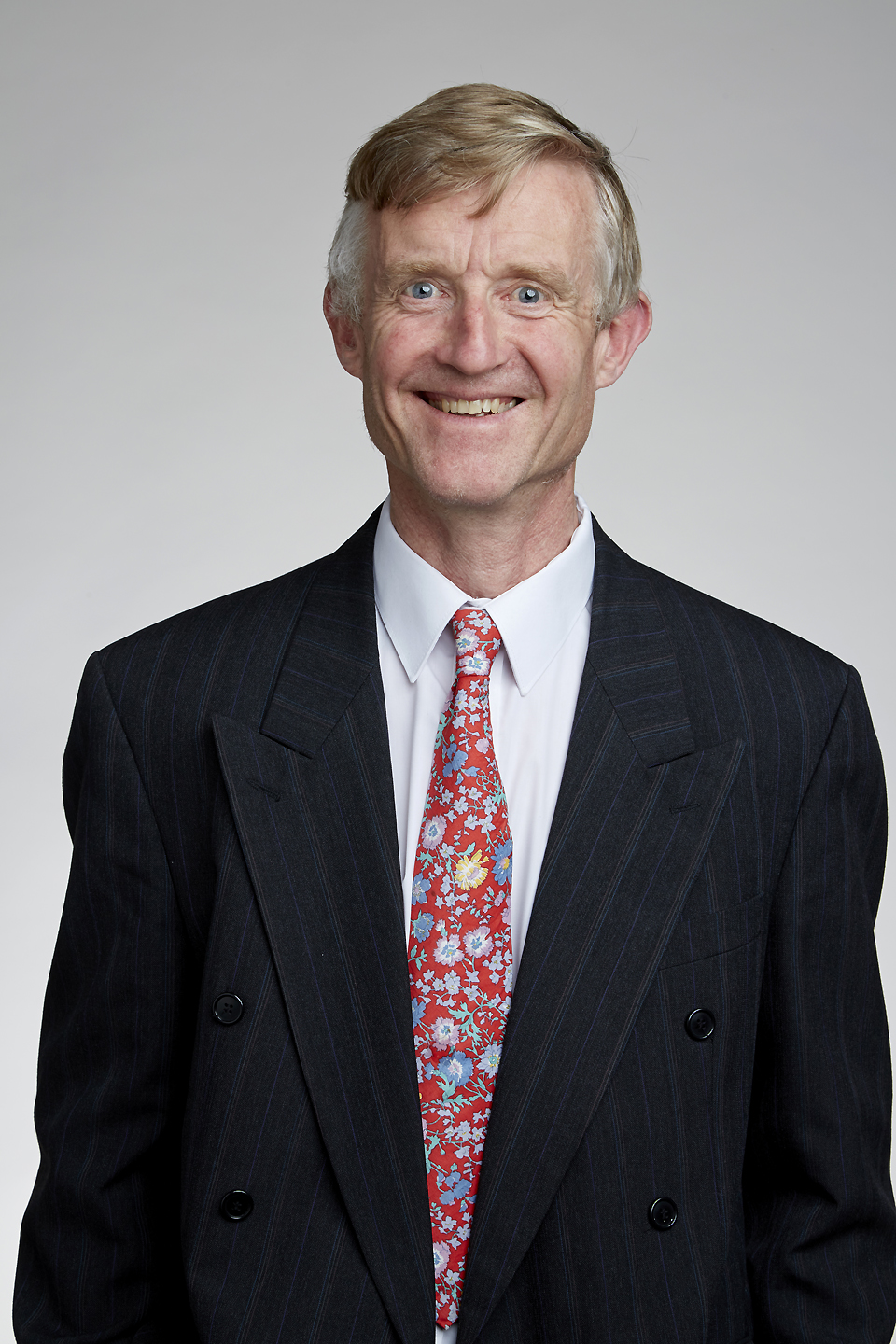
Simon Peyton Jones (2016)

Simon Peyton Jones (* 18. Januar 1958 in Südafrika) ist ein britischer Informatiker. Er ist einer der Designer der Programmiersprache Haskell, Ehrenprofessor an der Glasgow University und Entwickler des Glasgow Haskell Compilers (GHC).

## Leben
1980 erhielt Peyton Jones seinen Abschluss vom Trinity College in Cambridge. Nachdem er zwei Jahre in der Industrie gearbeitet hatte, arbeitete er als Vortragender am University College London und danach als Ehrenprofessor an der Glasgow University. Er begann mit anderen Forschern 1987 die Arbeit an einem Projekt, das die Entstehung der Programmiersprache Haskell zur Folge hatte. Seit 1998 arbeitet er bei Microsoft Research in Cambridge und seit 2004 ist er gewählter Fellow der Association for Computing Machinery (ACM). Seit 2011 ist er Mitglied der Academia Europaea. 2016 wurde er zum Fellow der Royal Society gewählt. 2010 erhielt er mit Simon Marlow den Programming Languages Software Award.

## Werk
- Simon Peyton Jones: Beautiful Concurrency. In: Andy Oram, Greg Wilson (Hrsg.): Beautiful Code. O’Reilly, 2007, ISBN 978-0-596-51004-6, S. 385–406.